# Tom Petranoff
Thomas Adam (Tom) Petranoff (Aurora, 8 april 1958) is een Amerikaanse voormalige speerwerper, die gedurende een jaar tevens wereldrecordhouder was in deze discipline. Hij nam tweemaal deel aan de Olympische Spelen.

## Loopbaan
Petranoff was wereldrecordhouder met het oude type speer tussen mei 1983 tot juli 1984. Zijn wereldrecord bedroeg 99,72 m. Hij won een zilveren medaille op de wereldkampioenschappen van 1983 en vertegenwoordigde de Verenigde Staten op de Olympische Spelen van 1984 en 1988. In de jaren negentig transfereerde hij naar Zuid-Afrika en was tweemaal winnaar op de Afrikaanse Spelen. Tijdens de laatste jaren van zijn carrière kwam hij opnieuw uit voor de Verenigde Staten en zo won hij in 1999 op 41-jarige leeftijd een bronzen medaille op de Pan-Amerikaanse Spelen met een worp van 75,95. Aansluitend vertrok hij naar Gateshead om bij het wereldkampioenschap voor veteranen goud te winnen met 73,72.

## Titels
- Afrikaans kampioen speerwerpen - 1992, 1993
- Amerikaans kampioen speerwerpen - 1985, 1986
- Zuid-Afrikaans kampioen speerwerpen - 1989, 1990, 1991, 1992, 1993

## Persoonlijke records
| Onderdeel                  | Prestatie            | Datum       | Plaats      |
| -------------------------- | -------------------- | ----------- | ----------- |
| speerwerpen (oude speer)   | 99,72 m (ex-WR)      | 15 mei 1983 | Los Angeles |
| speerwerpen (nieuwe speer) | 89,16 m (ex-NR Z.A.) | 1991        |             |

## Palmares

### speerwerpen
- 1984: 10e OS – 78,40 m (in kwal. 85,96 m)
- 1985:  Amerikaanse kamp. – 87,20 m
- 1986:  Amerikaanse kamp. – 76,32 m
- 1986:  Goodwill Games – 83,46 m
- 1987: 4e WK – 81,28 m
- 1988: 9e in kwal. OS – 77,48 m
- 1989:  Zuid-Afrikaanse kamp. – 84,40 m
- 1990:  Zuid-Afrikaanse kamp. – 83,90 m
- 1991:  Zuid-Afrikaanse kamp. – 83,00 m
- 1992:  Zuid-Afrikaanse kamp. – 82,08 m
- 1992:  Afrikaanse kamp. – 87,26 m
- 1993:  Zuid-Afrikaanse kamp. – 82,38 m
- 1993:  Afrikaanse kamp. – 82,40 m
- 1993: 12e in kwal. WK – 75,26 m
- 1999:  Pan-Amerikaanse Spelen – 75,95 m